# Міжнародний транспортний коридор

Карта мережі транспортних коридорів в Європі

Міжнародні транспортні коридори (МТК) — транспортні артерії і сукупність різних видів транспорту, що забезпечують значні перевезення вантажів і пасажирів на напрямках їх найбільшої концентрації. Транспортні коридори виконують роль кровоносних судин у світових інтеграційних процесах.

## Європа
1994 року II Загальноєвропейська транспортна конференція (Критська), що відбулася на острові Крит, Греція, визначила 9 основних маршрутів МТК, III Загальноєвропейська транспортна конференція (1997) до 9 коридорів додала 4 загальноєвропейські транспортні зони.

### Пан'європейські транспортні коридори
Критська конференція проходила в рамках Європейського співтовариства і визначила такі транспортні коридори:
- Коридор № 1. Гельсінкі — Таллінн — Рига — Каунас і Клайпеда — Варшава і Гданськ;
- Коридор № 2. Берлін — Познань — Варшава — Берестя — Мінськ — Смоленськ — Москва — Нижній Новгород;
- Коридор № 3. Брюссель — Аахен — Кельн — Дрезден — Вроцлав — Катовиці — Краків — Львів — Київ;
- Коридор № 4. Дрезден/Нюрнберг — Прага — Відень — Братислава — Дєр — Будапешт — Арад — Бухарест — Констанца/Крайова — Софія — Салоніки — Пловдив — Стамбул;
- Коридор № 5.Венеція — Трієст/Копер — Любляна — Марибор — Будапешт — Ужгород — Львів — Київ;
- Коридор № 6. Гданськ — Катовиці — Жиліна, західна гілка: Катовиці — Брно;
- Коридор № 7. Дунайський (водний); (Австрія, Угорщина, Югославія, Болгарія, Румунія, Молдова, Україна)
- Коридор № 8. Дуррес — Тирана — Скоп'є — Бітола — Софія — Димитровград — Бургас — Варна;
- Коридор № 9. Гельсінкі — Виборг — Санкт-Петербург — Псков — Москва — Калінінград — Київ — Любашівка/Роздільна — Кишинів — Бухарест — Димитровград — Александруполіс ;
- Коридор № 10. Зальцбург — Любляна — Загреб — Белград — Ниш — Скоп'є — Велес — Салоніки .

Отже, 4 з цих 10 МТК — № 3, № 5, № 7, № 9 — проходять по території України.

### Участь України в МТК
Україна веде активну політику підтримки європейських ініціатив по МТК, пропонує свої варіанти коридорів Європейському співтовариству.
За результатами досліджень англійського інституту «Рендел» щодо коефіцієнта транзитності Україна займає перше місце в Європі, але ступінь використання транспортної інфраструктури України ще досить низький. Створення транспортних коридорів та входження їх до міжнародної транспортної системи визнано пріоритетним загальнодержавним напрямом розвитку транспортно-дорожнього комплексу України.
У травні 1993 року в Брюсселі на міжнародній конференції за участю керівних осіб 8 країн (Азербайджан, Киргизстан, Вірменія, Таджикистан, Грузія, Туркменістан, Казахстан, Узбекистан) для виконання програми ЄС щодо розвитку транспортного коридору з Західної Європи через Чорне море, Кавказ і Каспійське море в Центральну Азію, була висунута ідея створення МТК TRACECA (Transport Corridor Europed Caucasus Asia) — транспортний коридор Європа — Кавказ — Азія), що є компонентом міждержавної програми Tacis.
На конференції в Афінах в жовтні 1996 року до програми TRACECA були включені Україна і Монголія. У фінансуванні TRACECA беруть участь 16 країн, а також ЕБРР и МБРР. ТРАСЕКА називають іноді «Великим Шовковим шляхом XXI сторіччя», оскільки його архітектура призначена для перевезення нафти і бавовнику. За розрахунками, ТРАСЕКА повинен забезпечити потік в 100 тис. контейнерів на рік.
Транспортні коридори, які Україна разом пропонує включити до мережі міжнародних транспортних коридорів:
- транспортний коридор Гданськ-Одеса (Балтійське море-Чорне море, Польща, Україна). транспортний коридор «Євроазіатський» (ЄАТК) Чорноморськ (Одеса) — Поті (Батумі) — Тбілісі — Баку (Україна, Грузія, Азербайджан).
- транспортний коридор «Європа — Азія» (Німеччина, Італія, Австрія, Чехія, Словаччина, Угорщина, Польща, Україна, Росія, Казахстан, країни Середньої Азії та Китай).

Науково-практичному забезпеченню розвитку МТК, які проходять по території України, у зв'язку з програмою розвитку транспорту, запропонованою ЄС, була присвячена міжнародна конференція транспортників, що відбулася в травні 1997 р. в Києві. В ній брали участь міністри транспорту 23 держав. Ґрунтовно розглянуто питання розвитку транспортної мережу автомобільних, залізничних, повітряних та водних шляхів через Україну в контексті загальноєвропейської економічної та політичної інтеграції.
У червні 1998-го, в Києві відбулася ще одна міжнародна конференція, присвячена проблемам розвитку МТК: «Чорноморсько-Каспійський регіон: умови та перспективи розвитку». На цій конференції за участю науковців, представників дипломатичних кіл Грузії, Ірану, Росії, Туреччини розглянуто проблеми використання інфраструктури, зокрема магістрального трубопровідного транспорту для поставок в Україну енергоносіїв та його транзиту територією нашої країни.
Згідно з Концепцією розвитку транспортно-дорожнього комплексу (ТДК) України на середньостроковий період та до 2020 року передбачено активізацію процесів інтеграції ТДК України до європейської та світової транспортних систем. У 2000 році обсяги перевезень вантажів всіма видами транспорту загального користування збільшилися на 4,3 % у порівнянні з попереднім роком, за 1 півріччя 2001 року на 5,0 % до аналогічного періоду минулого року. Відповідно прогнозам очікується щорічне зростання попиту на транспортні послуги на 4−5 %, обсяги перевезень вантажів до 2005 року можуть збільшитися на 27-28 %, пасажирів — на 2,7 %, а у перспективі до 2020 року вантажів — у 1,5-2 рази, пасажирів — у 1,3-1,5 раза.
Транспортна система України не в повній мірі готова до забезпечення перевезень у таких обсягах. Внаслідок недостатнього розвитку нормативно-правової бази і низького інвестиційного потенціалу ТДК збільшується зношення технічних засобів, погіршується їх структура, не забезпечується належна безпека руху, зростає негативний вплив діяльності транспорту на природу. В умовах жорсткої конкуренції це призводить до витіснення українських перевізників з міжнародних ринків транспортних послуг, знижує якість обслуговування вітчизняних підприємств і населення.